# Roger Bricoux
Roger Marie Joseph Léon Bricoux, né le 1er juin 1891 à Cosne-sur-Loire et mort en mer dans la nuit du 14 au 15 avril 1912, est un violoncelliste français membre de l’orchestre du Titanic.

## Biographie

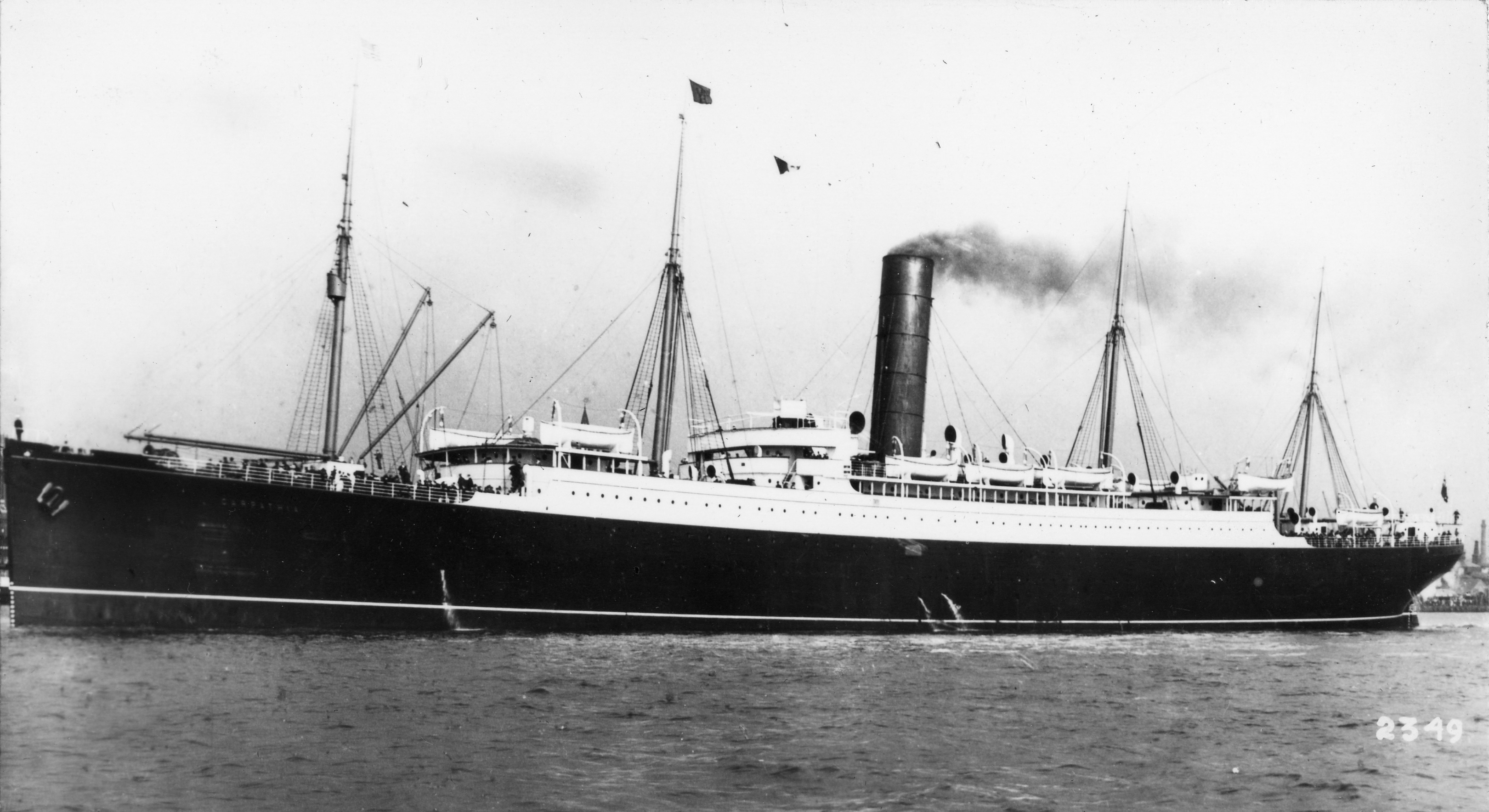
Bricoux a servi sur le Carpathia.

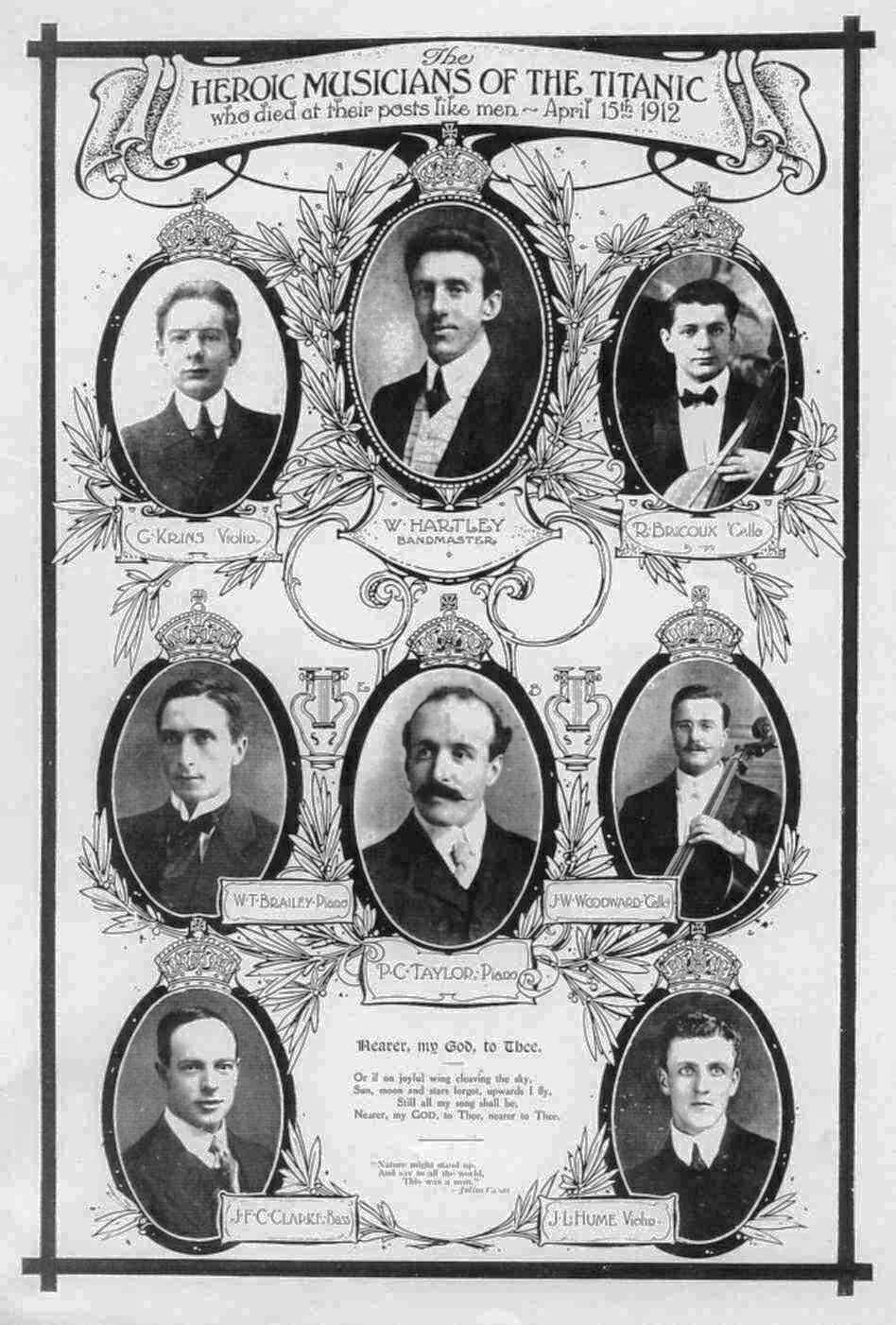
Roger Bricoux (ici en haut à droite, en 1912) est membre de l’orchestre du Titanic.

Roger Bricoux est né le 1er juin 1891 rue de Donzy à Cosne-sur-Loire. Il est le fils de Léon Félix Bricoux, alors âgé de trente-trois ans, artiste musicien demeurant à ce moment-là à Monaco, et de Marie Rose Dherbier, alors âgée de vingt-huit ans, demeurant à Cosne-sur-Loire. 
Titulaire du premier prix du conservatoire de Bologne, Roger Bricoux s’engage au début de l’année 1912 à bord du Carpathia de la Cunard Line où il rencontre le pianiste britannique Theodore Brailey, avant de rejoindre en avril le Titanic de la White Star Line[réf. à confirmer].
Il est le seul musicien français et le plus jeune membre de l’orchestre du Titanic. Il fait partie, avec les Britanniques Percy Cornelius Taylor et John Wesley Woodward, des trois violoncellistes de l’orchestre du Titanic. Roger Bricoux meurt à son poste comme les sept autres musiciens de l’orchestre, lors du naufrage du Titanic en 1912. Son corps, à supposer qu'il ait été retrouvé, n’a jamais été identifié.
Après sa mort, les autorités américaines n’ont pas envoyé son certificat de décès et il est déclaré « insoumis » par l’armée française le 4 janvier 1913.
Considéré comme « déserteur » lors de la mobilisation générale de la Première Guerre mondiale, il est rayé des contrôles de l'insoumission le 1er février 1917, une fois l'avis de décès parvenu à cette date.
En 2000, grâce aux démarches de l’Association française du Titanic (AFT), le tribunal de grande instance de Nevers fait compléter l'acte de naissance de Roger Bricoux à Cosne-sur-Loire par la mention marginale suivante :
« Par jugement rendu le 11 août 2000, la Chambre de la Famille du Tribunal de Grande Instance de Nevers a dit que l’intéressé, membre de l’équipage du Titanic, est décédé en mer, dans la nuit du 14 au 15 avril 1912. »
Le 2 novembre 2000, une plaque commémorative est apposée dans le cimetière de Cosne-Cours-sur-Loire par la ville et la même association.